# Vera Göpfert
Vera Maria Göpfert (* 28. November 1967 in Freiburg im Breisgau) ist eine deutsche Schauspielerin.

## Leben
Vera Maria Göpfert machte von 1994 bis 1997 ihre Ausbildung zur Schauspielerin an der Schule für Schauspiel Hamburg. 2001 moderierte sie das Tiermagazin Tierisch bei dem rheinland-pfälzischen Sender TVT 1. 2003 zog sie nach Berlin und trat in einigen Kurzfilmen auf. 2008 folgte mit dem Film Märzmelodie neben Ades Zabel Göpferts erste Kinorolle. 2008 lernte sie den Regisseur Eric Hordes kennen und spielte in dessen Filmsatire Der Gründer neben Helmut Krauss eine der beiden Hauptrollen. Seither tritt Göpfert häufig in Hordes’ Filmproduktionen auf, so auch in dessen Film Goblin – Das ist echt Troll, wo sie neben Ralf Bauer spielte.
In der vom SWR für das Medienangebot funk produzierten Streaming-Serie Patchwork Gangsta stand Göpfert erneut für Hordes neben Stefan Mocker, Britta Selling und Santiago Ziesmer vor der Kamera.
Göpfert wird häufig von Marianne Groß synchronisiert.

## Filmografie (Auswahl)
- 2008: Märzmelodie
- 2012: Der Gründer
- 2012: Weltuntergangspremiere
- 2013: Lichtschiffe über Europa
- 2017: Gormos
- 2019: Patchwork Gangsta
- 2019: Goblin – Das ist echt Troll